# Sous-toiture
Une sous-toiture est sous la couverture d'un toit, une membrane ou des panneaux qui protègent provisoirement et évacuent l'eau de pluie vers l'extérieur du bâtiment. Elle supplée à la couverture en cas de déficience de celle-ci. 